# 島田依史子
島田 依史子（しまだ いしこ、1902年2月16日 - 1983年8月23日）は、日本の教育者。本名はイシ。

## 人物
東京都出身。共立女子職業学校卒。現在の学校法人文京学院の創立者。大正から昭和にかけて「女性の自立」のために職業教育を行った。

## 略歴
- 1920年 - 文部省師範学校中学校高等女学校教員検定試験の裁縫科に合格
- 1924年 - 東京の駒込追分町に島田裁縫伝習所(後の本郷女学院)を開設
- 1927年 - 東京府知事認可を受け、本郷家政女学校と組織名称を変更
- 1932年 - 文部大臣の認可を受け、甲種実業学校として十佳女子高等職業学校を開校
- 1947年 - 文部省の認可を受け、財団法人文京学園を設立し理事長に就任
- 1951年 - 学校法人文京学園へ改組し理事長に就任
- 1954年 - 文京学園付属幼稚園を開園
- 1959年 - 厚生大臣指定を受けて文京女学院医学技術科を開校
- 1964年 - 文京女子短期大学を開学し学長に就任
- 1969年 - 文京保母専門学校を開校
- 1983年 - 逝去

## 叙勲
- 昭和38年 - 藍綬褒章
- 昭和47年 - 勲四等宝冠章
- 昭和58年 - 正五位勲三等瑞宝章

## 関係者
- 島田和幸 - 次男、学校法人文京学園2代理事長、元文京女子短期大学学長
- 島田燁子 - 島田和幸の妻、学校法人文京学園3代目理事長、文京学院大学学長
- 島田昌和 - 孫、島田和幸の長男、学校法人文京学園副理事長、文京学院大学教授